# Tukano Tecnologia & Design
Tukano Tecnologia & Design ist ein brasilianisches Unternehmen.

## Unternehmensgeschichte
Francisco Américo de Vasconcellos gründete 1991 das Unternehmen in Fortaleza. Es stellt Gegenstände aus Fiberglas her. 1993 begann die Produktion von Automobilen. Der Markenname lautete Tukano. Zwischen 1999 und 2003 ruhte die Automobilproduktion, bevor sie 2006 endgültig endete.

## Fahrzeuge
Das erste Modell Convert MCR war eine Art VW-Buggy. Auf einen Rohrrahmen wurde eine Karosserie aus Fiberglas montiert. Die Front erinnerte an die Sportwagen von Puma. Die Windschutzscheibe stammte vom Fiat 147. Der vordere Fahrgastbereich hatte ein festes Dach mit Schiebedach. Beim Viersitzer, der vier runde Rückleuchten hatte, war der hintere Bereich offen, allerdings war ein Hardtop erhältlich. Außerdem gab es einen Pick-up, der nur zwei runde Rückleuchten hatte. In der Ausführung bis 1999 hatten die Fahrzeuge zwei Türen. Ein luftgekühlter Vierzylinder-Boxermotor mit 1600 cm³ Hubraum im Heck trieb die Hinterräder an.
Die Fahrzeuge ab 2003 hatten keine Türen mehr. An der Fahrzeugfront waren Scheinwerfer vom Chevrolet Corsa.
1998 begann die Entwicklung eines Dreirades, das ein Prototyp blieb. Das hintere Einzelrad wurde angetrieben. Das Leergewicht war mit 180 kg angegeben und die Zuladung mit 170 kg. Ein Motor mit 125 cm³ Hubraum war vorgesehen.